# Gmina
Gmina (množina gminy) je najniža razina zemljopisno-upravne podjele u Poljskoj koja odgovara općini. Prema podatcima iz 2020. ima ih 2477 te obuhvaćaju više od 43 000 naselja.
Gmina je povijesni oblik prostorne podjele koji se javlja u Poljskom Kraljevstvu u 19. stoljeću. Prostornim preustrojem Poljske 1974. gmine su zamijenile gromade, jedinice seoske razine iz Poljsko-Litavske Unije.